# Résolution 2032 du Conseil de sécurité des Nations unies
Membres permanents
- Chine
- États-Unis
- France
- Royaume-Uni
- Russie

Membres non permanents
- Afrique du Sud
- Allemagne
- Bosnie-Herzégovine
- Brésil
- Colombie
- Gabon
- Inde
- Liban
- Nigéria
- Portugal

Résolution no 2031 Résolution no 2033
La résolution 2032 du Conseil de sécurité des Nations unies a été adoptée à l'unanimité le 22 décembre 2011 après avoir rappelé la résolution 1889 (2009). Le Conseil a également demandé au Soudan et au Soudan du Sud de finaliser d'urgence la mise en place de l'administration et du service de police de la région d'Abiyé conformément aux accords antérieurs, les exhortant à utiliser les mécanismes qui avaient été mis au point pour résoudre les problèmes en suspens liés aux frontières et aux zones démilitarisées.